# Marsan
Marsan este o comună în departamentul Gers din sudul Franței. În 2009 avea o populație de 427 de locuitori.

## Evoluția populației
| An        | 1975 | 1982 | 1990 | 1999 | 2006 | 2009 |
| --------- | ---- | ---- | ---- | ---- | ---- | ---- |
| Populație | 307  | 330  | 420  | 430  | 436  | 427  |